# Max Kupfer (Schauspieler)
Max Kupfer (* 21. April 1982 in Schweinfurt) (auch bekannt als Max Kidd) ist ein deutscher Schauspieler und Regisseur.

## Leben und Karriere
Mit 14 besuchte er in Würzburg ein Sportinternat und ging nach der mittleren Reife auf eine High-School in Cincinnati, wo er auch einen Abschluss machte. Nachdem er sein Fachabitur im Bereich Kunst und Gestaltung in Würzburg beendet hatte, besuchte er die Münchner Schauspielschule „Actors in Motion“.
Kupfer erhielt 2007 in der TV-Serie Unter uns die Rolle des Philipp Krone. Dies war seine erste Rolle im deutschen Fernsehen. Zuvor hat er bereits Erfahrungen bei Kurzfilmen gesammelt. Er spielte u. a. in Teufels Kreis, The Kid sowie Pizza Diavolo. Als Theaterschauspieler trat Kupfer im Jahr 2005 unter der Regie von Lars Vogel im Stück Sommerliebe auf.
Danach folgten Episodenrollen in den Serien Der Bergdoktor mit Hans Sigl, Die Rosenheim-Cops und eine Rolle in dem ARD-Film Zimmer mit Tante.
In dem von Tom Spieß und Sönke Wortmann (Little Shark Entertainment) produzierten Kinofilm Hangtime – Kein leichtes Spiel spielt Kupfer in seinem ersten Kinofilm die Hauptrolle. Mit diesem Film gewann er im Juli 2009 den Förderpreis Deutscher Film in der Kategorie Schauspiel männlich, der im Rahmen des Filmfestes München verliehen wurde.
Neben der Schauspielerei schreibt Kupfer Drehbücher. So drehte er u. a. mit Max Nuechtern den Kurzfilm A Dreamer's Dream, den er selbst geschrieben und produziert hat.
Seit 2009 arbeitet er gemeinsam mit der Produktionsfirma Gilles Mann an einer Verwirklichung eines Drehbuchs, welches eine Gangsterparodie sein und unter dem Namen Firzi (Arbeitstitel) erscheinen soll.
2011 spielte er an der Seite von Eva-Maria Grein von Friedl und Tobias Oertel in dem RTL-Film IK1 – Touristen in Gefahr mit. 2014 war er einer der verschiedenen deutschen Schauspieler in Steven Spielbergs Bridge of Spies – Der Unterhändler.

## Filmografie
Schauspieler
- 2004: Neun
- 2005: The first cut is the deepest (Kurzfilm)
- 2005: Wir (Kurzfilm)
- 2005: Pizza Diavolo (Kurzfilm)
- 2006: The Kid (Kurzfilm)
- 2007: Revolte (Kurzfilm)
- 2007: First case murder (Kurzfilm)
- 2007–2008: Unter uns (23 Folgen)
- 2008: A dreamers dream (Kurzfilm)
- 2009: Die Rosenheim-Cops – Der Tod aus dem All
- 2009: Der Bergdoktor – Trennungsschmerz
- 2009: Hangtime – Kein leichtes Spiel (Kinofilm)
- 2010: Zimmer mit Tante
- 2011: SOKO Stuttgart – Auf die Plätze, fertig, tot
- 2011: IK1 – Touristen in Gefahr
- 2011: Großstadtrevier – Klassentreffen
- 2011: Entführt: Vincent (Pilotfilm)
- 2012: Dont Break It (Kurzfilm)
- 2012: Der Kriminalist – Vergeltung
- 2013: Alles Klara – Bäumlers Klippe
- 2013: SOKO Leipzig – Dornröschen
- 2014: Notruf Hafenkante – Das Alibi
- 2014: Die Bergretter – Verschollen
- 2015: Bridge of Spies – Der Unterhändler (Kinofilm)
- 2015: Küstenwache – Das Ultimatum
- 2016: Morden im Norden – Am Limit
- 2016: Letzte Spur Berlin – Störfaktor
- 2016: Neukölln Wind (Kinofilm)
- 2017: In aller Freundschaft – Unter Strom
- 2019: Dengler: Brennende Kälte

Regie, Drehbuch, Produzent
- 2012: Dont Break It (Kurzfilm)
- 2013: Phantasieland (Kurzfilm)
- 2014: The American Way of Schweinfurt (Kurzfilm)
- 2014: Bruderliebe (Kurzfilm)
- 2016: Valentina (Kurzfilm)